# Ешланд Сити (Тенеси)
Ешланд Сити (енгл. Ashland City) град је у америчкој савезној држави Тенеси.

## Демографија
По попису из 2010. године број становника је 4.541, што је 900 (24,7%) становника више него 2000. године.
| Група             | 2000.         | 2010.         |
| Белци             | 3.391 (93,1%) | 4.009 (88,3%) |
| Афроамериканци    | 136 (3,7%)    | 160 (3,5%)    |
| Азијати           | 9 (0,2%)      | 34 (0,7%)     |
| Хиспаноамериканци | 74 (2,0%)     | 235 (5,2%)    |
| Укупно            | 3.641         | 4.541         |